# Abd al-Rahman al-Mahdi

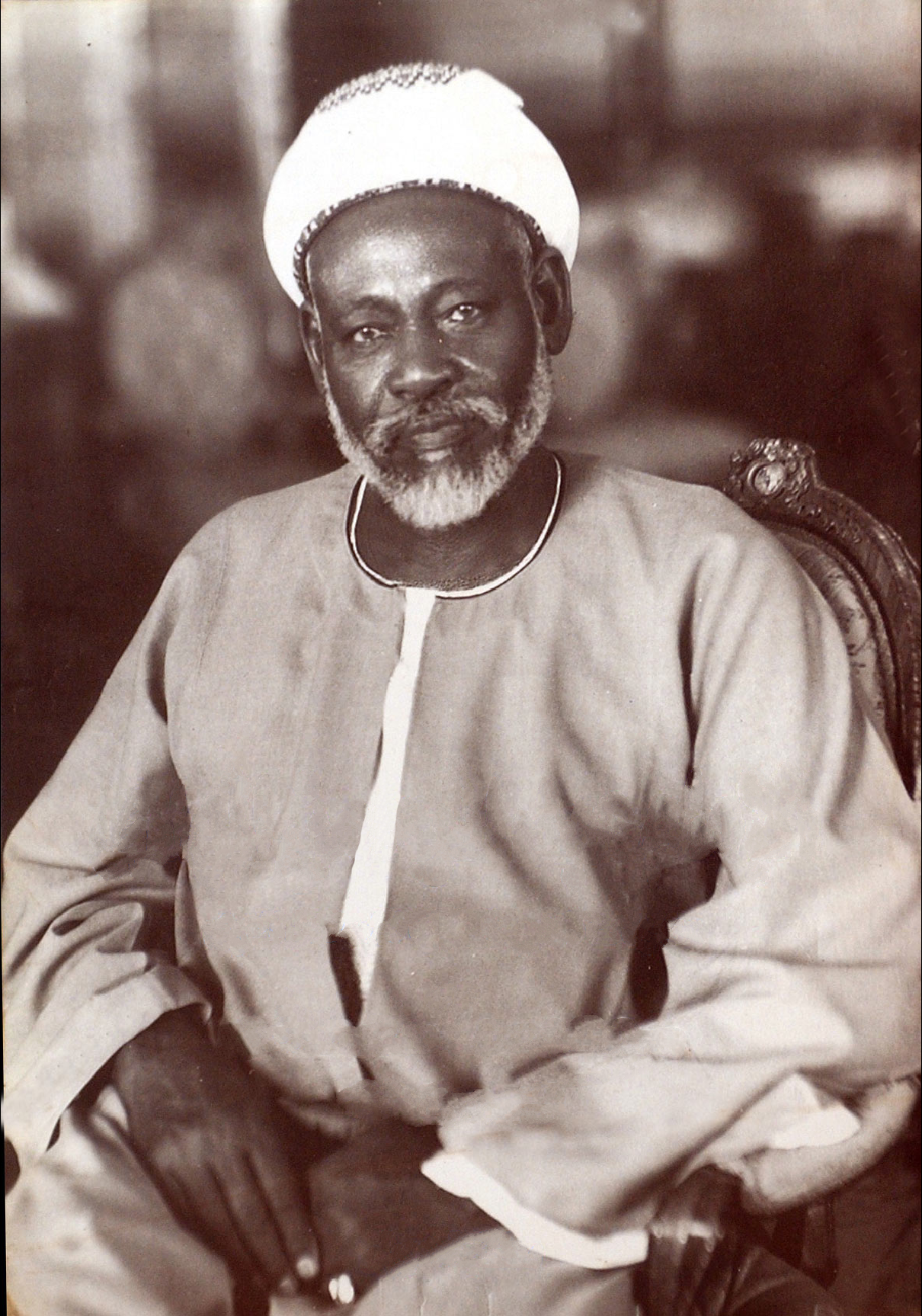
Sayyid Abd al-Rahman al-Mahdi

Sir Sayyid Abd al-Rahman al-Mahdi (arabisch عبد الرحمن المهدي; * Juni 1885 in Omdurman; † 24. März 1959 ebenda) war eine der führenden religiösen und politischen Persönlichkeiten während der Kolonialzeit im anglo-ägyptischen Sudan. Er übte auch nach der Unabhängigkeit des Sudan als Führer der Neo-Mahdisten große Autorität aus. Die Briten versuchten, seinen Einfluss auf die Sudanesen auszunutzen, während sie gleichzeitig seinen Motiven zutiefst misstrauten. Während des größten Teils der Kolonialzeit des anglo-ägyptischen Sudan sahen die Briten in Sayyid Abd al-Rahman al-Mahdi einen wichtigen, gemäßigten Führer der Mahdisten.

## Leben
Abd al-Rahman war der posthum geborene Sohn von Muhammad Ahmad. Dieser hatte sich 1881 zum Mahdi oder Erlöser des islamischen Glaubens ausgerufen. Er starb 1885, wenige Monate nachdem seine Truppen Khartum im antikolonialen Mahdi-Aufstand gegen das von den Briten beeinflusste Ägypten erobert hatten. Eine gemeinsame britisch-ägyptische Streitmacht eroberte den Sudan 1898 zurück. Zunächst schränkten die Briten die Bewegungsfreiheit und die Aktivitäten von Abd al-Rahman stark ein. Doch schon bald wurde er zum Imam (Führer) der religiösen Sekte der Ansar, die die mahdistische Bewegung unterstützten.
Die Briten unterhielten eine enge politische Beziehung zu Abd al-Rahman. In der Zwischenzeit wurde er zum reichsten Mann im Sudan durch den Baumwollanbau, für den seine Anhänger seit seiner Kindheit im Exil auf der Aba-Insel Arbeitskräfte bereitstellten, und er war sehr einflussreich und bei seinem Volk sehr beliebt. Die britische Verwaltung misstraute ihm allerdings, da er für sie schwer zu kontrollieren war. Die Briten hätten es lieber gesehen, wenn die Ansar-Bewegung rein religiöser Natur gewesen wäre, aber er war auch ein kompetenter politischer Führer im Sudan.
In den 1930er Jahren sprach sich Abd al-Rahman gegen einen Vertrag zwischen Ägypten und Großbritannien aus, der ägyptische Souveränitätsansprüche auf den Sudan anerkannte, obwohl keine Sudanesen konsultiert worden waren. Er reiste nach London, um seinen Standpunkt darzulegen. Seine Ansar-Anhänger wurden zu einer einflussreichen Fraktion im 1938 gegründeten Generalkongress und im 1944 gegründeten Nachfolgebeirat. Von Oktober 1952 bis November 1953 war er Chief Minister des anglo-ägyptischen Sudans. In der Zeit vor und kurz nach der Unabhängigkeit des Sudan im Jahr 1956 war Abd al-Rahman Schirmherr der nationalistischen Umma-Partei, die er 1945 gegründet hatte. Bei den ersten Parlamentswahlen nach der Unabhängigkeit 1958 errang die Umma-Partei die meisten Sitze. Im November 1958 kam es zu einem Putsch der Armee gegen Premierminister Abdullah Chalil, den Abd al-Rahman unterstützte. Er starb am 24. März 1959 im Alter von 73 Jahren.
Abd al-Rahmans Sohn Sayyid al-Siddiq al-Mahdi war für die nächsten zwei Jahre Imam der Ansar-Bewegung. Nach al-Siddiqs Tod im Jahr 1961 folgte ihm sein Bruder Sayyid al-Hadi al-Mahdi als Imam, während al-Siddiqs Sohn Sadiq al-Mahdi die Führung der Umma-Partei übernahm.